# Xin Qiji

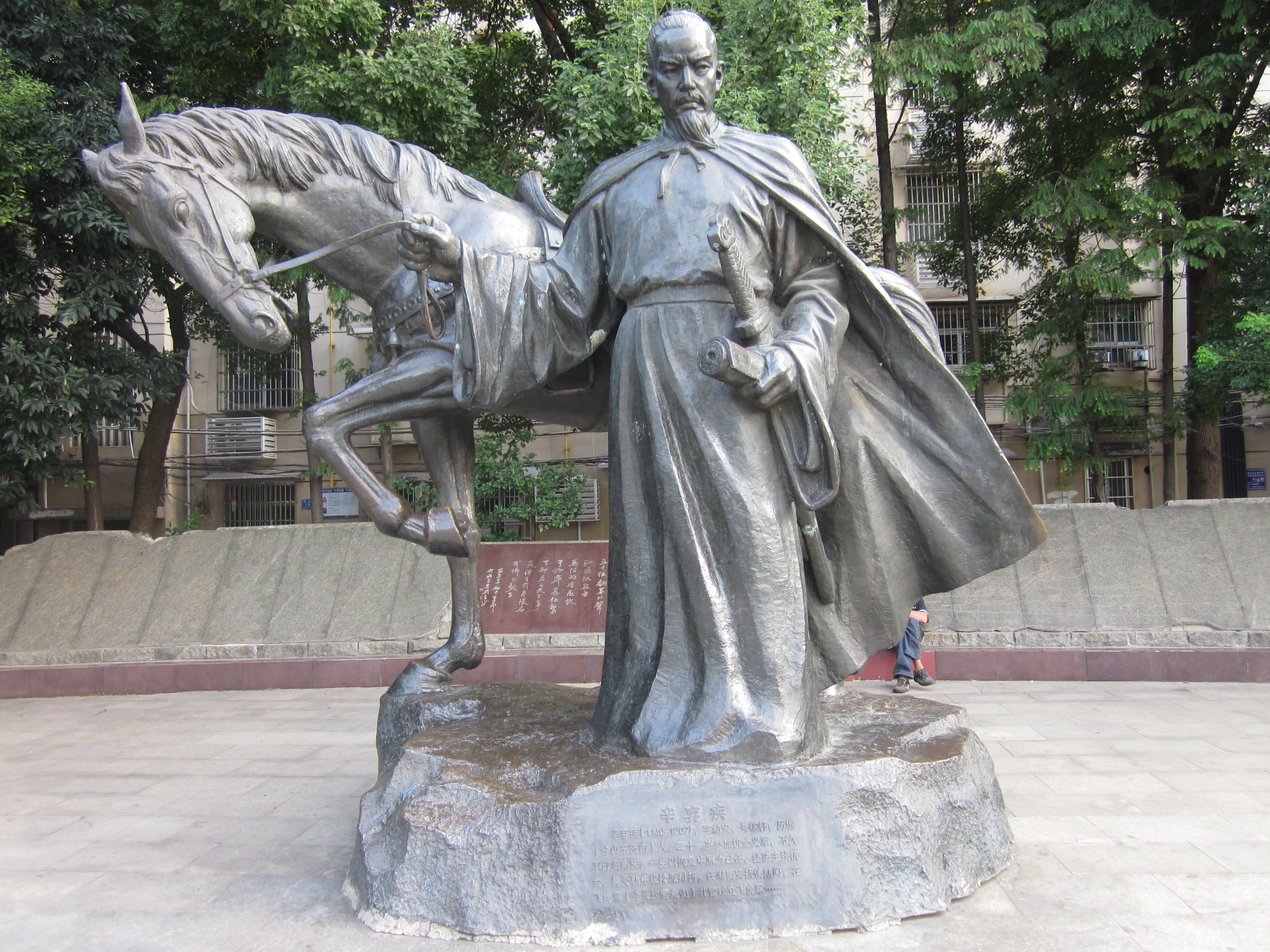
Xin Qiji

Xin Qiji (en chino, 辛棄疾; pinyin, Xīn Qìjí) (28 de mayo de 1140 - 3 de octubre de 1207) escritor chino de la dinastía Song. Sus poemas cantados son tan apreciados como los de Su Shi (alias Su Dongpo), por la fuerza de su estilo, lo novedoso de su imaginación y la profundidad de sus ideas.